# Гамід-бек Шахтахтинський
Гамід-бек Шахтахтинський азерб. Həmid bəy Şahtaxtinski; (12 березня 1880 , Шахтахти, Нахічеванський повітd, Еріванська губернія, Російська імперія  — 3 лютого 1944 , Архангельськ, Архангельська область, Російська СФРР, СРСР ) — державний діяч Азербайджанської Демократичної Республіки, член парламенту, просвітитель.

## Біографія
Народився 12 березня 1880 року в селі Шахтахти сім'ї військового. Після закінчення початкового навчання у релігійній школі в Нахчівані навчався у Нахчіванському міському училищі 3-го ступеня. Пізніше навчався в Єреванській педагогічній семінарії, закінчивши її у 1899 році і пропрацювавши там викладачем азербайджанської та російської мов. Поїхав до Одеси для вступу до Новоросійського університету, який закінчив за спеціальністю «юрист». Будучи студентом в Україні, вступив до організації азербайджанських співвітчизників.
Був членом Єреванської мусульманської благодійної громади.
У 1912 році повернувся в Азербайджан і оселився в Гянджі, де в 1914 році був призначений головним інспектором Єлисаветпольських губернських шкіл. Потім упродовж двох років він працював помічником прокурора в Єлисаветпольському окружному суді. Після переїзду в Баку в 1916 році працював на тій же посаді в Бакинському окружному суді.
Після Лютневої революції став активістом партії «Іттіхад» і пізніше, 29 серпня 1917 року, був призначений комісаром Управління освіти на Південному Кавказі. Обіймав посаду міністра освіти Закавказького сейму, поки той існував.
Був членом Національної ради Азербайджану напередодні проголошення незалежності. Після утворення Азербайджанської Демократичної Республіки 28 травня 1918 року був обраний депутатом Національних зборів Азербайджану від фракції «Іттіхад». Під час роботи другого, третього та четвертого кабінетів міністрів обіймав посаду заступника міністра освіти та у справах релігій. Він керував курсами підвищення кваліфікації, організованими 9 вересня 1918 року для місцевих вчителів у Шекі, Загаталі та Шуші.
На початку 1919 року відвідав Тифліс і особисто передав пропозицію уряду Азербайджану про переведення Закавказького університету до Баку. Було створено представницьку комісію у складі професорів Василя Разумовського, Миколи Дубровського, Леоніда Ішкова та Івана Цитовича, які провели тут переговори, і делегації дали зрозуміти, що університет у Баку буде відкритий у будь-якому разі, навіть якщо Закавказький університет туди не переїде. Влада Азербайджану також назвала можливу дату передачі — 1 травня. Однак, оскільки деякі викладачі Закавказького університету виступили проти переведення університету до Баку, до 1 травня уряд Азербайджану не отримав відповіді. В результаті Міністерство освіти Азербайджанської Республіки направило до Тифлісу повідомлення про відкриття замість нього Бакинського державного університету. Розумовський також залишив Тифліс і став першим ректором Бакинського державного університету. У наступні роки він також читав лекції і працював деканом.
З липня 1919 року Шахтахтинський офіційно став членом партії «Іттіхад». Коли 22 грудня 1919 року було сформовано п'ятий уряд під керівництвом Насіба Юсіфбейлі, він був призначений міністром освіти та у справах релігії АДР. 5 березня 1920 року він пішов у відставку з цих постів.
Після встановлення Радянської влади в Азербайджані 28 квітня 1920 року Шахтахтинський до 1925 року обіймав посаду проректора Бакинського державного університету, у 1928 році закінчив медичний факультет Закавказького університету в Тбілісі, з 1929 по 1940 рік викладав в Азербайджанському медичному університеті.
У 1941 році був заарештований у результаті радянських репресій за звинуваченням у роботі на іранські інтереси та відправлений до табору в Архангельській області, де помер 3 лютого 1944 року.